# Philippe Morillon (artiste)
Philippe Morillon, né en 1950 à Paris, est un peintre, illustrateur et photographe français.

## Biographie
Après des études d'arts appliqués, Philippe Morillon entame une carrière dans la publicité aux côtés de Jacques de Pindray (1926-1986) à l'agence SNIP. Il devient à partir de 1972 illustrateur indépendant, utilisant entre autre l'aérographe. En tant que photographe, il immortalise les soirées au Palace, nouant une relation privilégiée avec Andy Warhol qui l'embauche au magazine Interview, et avec Helmut Newton ; il travaille également pour le magazine Égoïste comme directeur artistique (de 1977 à 2001) et Vogue,,.
En 2012, il est fait chevalier des arts et des lettres.

## Œuvre

### Ouvrages publiés
- Ultralux. De l'ordre classique sous l'influence plastique[6], préface d'Andy Warhol, texte d'Yves Adrien, Collection « La Vue », Paris, B. Diffusion / Éditions Walter, 1981.
- Une dernière danse ? 1970/1980. Journal d’une décennie, préface de Karl Lagerfeld, Göttingen, Steidl, 2009.
- Day dreaming / Night clubbing, Paris, The (M) éditions-Sepchat Editions, 2016.
- 80‘,  Paris, The (M) éditions-Sepchat Editions, 2017.
- Andy by Philippe, Paris, 2019.

### Pochettes de disques
- 1974 : 
  - Peter D. Kelly, Rock To The Juke Box, DJM Records.
  - Carl Perkins, Rocking Guitarman, Charly Records.
  - Gomina, Le Rock C'est Mon Médicament, Philips.
  - Charlie Rich, Lonely Weekends, Charly Records.
  - Elton John, Sick City / Cold Highway, DJM Records.
- 1975 : 
  - Roy Orbison, The Big O, Charly Records.
- 1976 : 
  - Patrick Juvet, Mort Ou Vif, Barclay.
- 1980 : 
  - Patrick Juvet, Still Alive, Barclay.
- 1982 : 
  - Ariane Lartéguy, Besoin De Sommeil, WEA.